# Full Gear 2019
Full Gear 2019 è stato un evento in pay-per-view di wrestling prodotto dalla All Elite Wrestling, svoltosi il 9 novembre 2019 alla Royal Farms Arena di Baltimora.

## Storyline
In questo pay-per-view è stato assegnato per la prima volta l'AEW World Tag Team Championship.

## Risultati
| #     | Incontro                                                                                  | Stipulazione                                               | Durata |
| ----- | ----------------------------------------------------------------------------------------- | ---------------------------------------------------------- | ------ |
| BuyIn | Britt Baker ha sconfitto Bea Priestley per sottomissione                                  | Single match                                               | 11:35  |
| 1     | Santana & Ortiz hanno sconfitto The Young Bucks                                           | Tag team match                                             | 21:00  |
| 2     | Adam Page ha sconfitto Pac                                                                | Single match                                               | 18:30  |
| 3     | Shawn Spears (con Tully Blanchard) ha sconfitto Joey Janela                               | Single match                                               | 11:45  |
| 4     | SoCal Uncensored (c) hanno sconfitto Isiah Cassidy e Marq Quen e Jungle Boy e Luchasaurus | 3-way tag team match per l'AEW World Tag Team Championship | 13:00  |
| 5     | Riho (c) ha sconfitto Emi Sakura                                                          | Single match per l'AEW Women's World Championship          | 13:20  |
| 6     | Chris Jericho (c) (con Jake Hager) ha sconfitto Cody (con MJF) per KO tecnico             | Single match per l'AEW World Championship                  | 29:35  |
| 7     | Jon Moxley ha sconfitto Kenny Omega                                                       | Unsanctioned match                                         | 38:45  |